# 罗梅斯康普 (瓦兹省)
罗梅斯康普（法語：Romescamps）是法国瓦兹省的一个市镇，属于博韦区（Beauvais）福尔默里耶县（Formerie）。该市镇总面积10.48平方公里，2009年时的人口为540人。

## 人口
罗梅斯康普人口变化图示